# EN14
A EN 14 - Estrada Nacional n.º 14 é a estrada nacional que liga Porto a Braga passando pelos concelhos de  Matosinhos (nó São Mamede de Infesta), Maia, Trofa e Vila Nova de Famalicão. Originalmente começava na EN12 no cruzamento do Amial passando por São Mamede de Infesta e pela Maia. Depois da construção da Via Norte este troco foi desclassificado. 
No sentido Braga a N14 termina na EN 101.
No sentido Porto a N14 acaba nos nós do Carvalhido/Prelada e IC23 (ligando assim a A3 e A4). Os 1ºs km desta estrada entre a VCI e a Maia são conhecidos por Via Norte.

## Porto-Braga
| Distrito          | Localidade Intermédia  | Estrada que liga     |
| ----------------- | ---------------------- | -------------------- |
| Distrito do Porto | Porto (nó do Regado)   | VCI                  |
| Distrito do Porto | Circunvalação          | N 12 (Circunvalação) |
| Distrito do Porto | São Mamede de Infesta  | N 208                |
| Distrito do Porto | Leça do Balio          | A 4                  |
| Distrito do Porto | Maia                   | N 13 N 107 A 41      |
| Distrito do Porto | Castêlo da Maia        |                      |
| Distrito do Porto | Carriça                | N 318                |
| Distrito do Porto | Muro                   |                      |
| Distrito do Porto | Santiago de Bougado    |                      |
| Distrito do Porto | Trofa                  | N 104                |
| Distrito de Braga | Ribeirão               |                      |
| Distrito de Braga | Calendário             | A 7                  |
| Distrito de Braga | Vila Nova de Famalicão | N 206 N 204          |
| Distrito de Braga | Gavião                 |                      |
| Distrito de Braga | Cruz                   | A 3                  |
| Distrito de Braga | Arnoso (Santa Maria)   |                      |
| Distrito de Braga | Tebosa                 |                      |
| Distrito de Braga | Celeirós               | A 3                  |
| Distrito de Braga | Ferreiros              | N 103                |
| Distrito de Braga | Braga                  | N 101                |

## Variantes
- Via Norte- entre o Porto e a Maia (inaugurada em 1959)[2]
- Maia-Trofa-Famalicão (em construção)[3]
- Variante de Vila Nova de Famalicão (inaugurada em 2004)[4]